# 布萊若伊鄉
45°00′N 26°01′E / 45.000°N 26.017°E
布萊若伊鄉（羅馬尼亞語：Comuna Blejoi, Prahova），是羅馬尼亞的鄉份，位於該國中南部，由普拉霍瓦縣負責管轄，面積20平方公里，海拔高度181米，2007年人口8,130，人口密度每平方公里402人。